# Guerra de Black Hawk
A Guerra de Black Hawk foi uma luta ocorrida no contexto das guerras indígenas nos Estados Unidos em 1832 no Midwest (médio oeste dos Estados Unidos), que tomou o nome do chefe ameríndio Black Hawk, líder de um grupo Sauk da tribo Fox, e os Kickapoo, que lutaram na frente britânica contra o exército dos Estados Unidos e a milícia do Illinois e do Território do Míchigan pela posse de terras nesta área.

## Antecedentes
Em 1804, William Henry Harrison, governador de Indiana (que então incluía o Illinois), negociou um tratado em Saint Louis (Missouri) com um grupo de Sauk e chefes Fox, pelo qual os índios cederiam as suas terras a leste do rio Mississippi em troca de 1 000 dólares por ano e a condição de que as tribos pudessem continuar a ali viver até que a terra fosse taxada e vendida ao governo dos Estados Unidos. De qualquer forma foi pelo Artigo 2 em que se cedia a terra "de forma perpétua" aos Estados Unidos que se que levantou a ira das tribos Sauk e Fox. As compensações pelas cessões de terra foram estipuladas em US$ 2 234,50, além de uma compensação anual pelo artigo 3 do tratado. O tratado de 1804 com os Sauk e Fox incluía artigo que procuravam promover a amizade e a paz, bem como ofertas de negócio, aprovisionamentos e garantias de proteção.
O tratado foi recusado por alguns líderes das tribos como Black Hawk que não tinham sido consultados nem representados e não tinham dado autorização para ceder as terras. Após a Guerra de 1812, na qual Black Hawk tinha lutado contra os Estados Unidos, este assinou uma paz em maio de 1816 pela qual reconhecia o tratado de 1804.
Entretanto, a população branca do Illinois aumentou consideravelmente depois da guerra de 1812, excedendo os 50 000 em 1820 e os 150 000 em 1830. Em 1828, um enviado do governo americano, Thomas Forsyth, informou as tribos que deviam desalojar os seus assentamentos a leste do rio Mississippi.
Em 15 de julho de 1830, o Comissário para os Índios, William Clark, assinou outro tratado com os líderes Sauk e Fox, entre outras tribos, em Fort Crawford em Prairie du Chien, Wisconsin. O tratado cedia cerca de 107 000 km² de terra Sauk a leste do rio Mississippi ao governo dos Estados Unidos. Também se criou um limite de "solo neutral" entre Sauk e Fox e os seus inimigos tradicionais, os Sioux, com o propósito de evitar hostilidades entre tribos. O tratado foi assinado por Keokuk, e em novembro de 1830 aprovado pela assembleia Sioux.

## O rebentar do conflito
A área incluía a localidade de Saukenuk, no cruzamento de caminhos entre o rio Mississippi e o rio Rock, que era o lugar principal da estadia estival dos Sauk, que se tinham assentado nessa região menos de 100 anos antes, próximo da data de nascimento do mesmo Black Hawk. Durante a primavera de 1830, quando Black Hawk e os seus homens regressaram ao lugar para acampar, encontraram o local ocupado por colonos brancos. Black Hawk não aceitou o pedido de venda da terra e esforçou-se por recuperar a sua terra. Após esse ano de tensão regressou em 1831. O governador do Illinois na altura, John Reynolds, declarou que o seu estado estava a ser invadido pelos índios.
Em resposta ao pedido de auxílio do governador Reynolds, o general Edmund Pendleton Gaines moveu as suas forças desde Saint Louis, Missouri para Saukenuk, para forçar Black Hawk a abandonar a região imediatamente. Black Hawk no princípio recusou-se mas depois moveu-se ao longo do Mississippi sem derramamento de sangue sob a ameaça de Gaines. Cerca de 1 400 homens da milícia do Illinois juntaram-se à luta se chamados por Reynolds. Nesse momento Black Hawk assinou uma rendição na qual prometeu permanecer do outro lado do Mississippi. No entanto, não tardaria a romper este pacto.

## A guerra
Em 6 de abril de 1832, várias tribos se uniram na luta e receberam a promessa de ajuda do Reino Unido. Após uma primavera de preparativos de guerra tanto por parte dos brancos como dos índios, ocorreu o primeiro confronto da guerra: a Batalha de Stillman's Run no dia 14 de maio de 1832. Inesperadamente, a união dos índios Sauk e Fox resultou numa vitória sobre os brancos. Apenas 11 homens morreram, porém, exageraram na tragédia, deixando os índios como guerreiros sanguinários, bárbaros e desumanos. Alguns meios relataram falsamente que as baixas brancas ultrapassaram 2 000 homens.
Numerosos enfrentamentos menores se sucederam neste ano com diferentes resultados. Os meios americanos os apresentaram todos como massacres. Entre eles: "Batalha de Buffalo Groove", "Massacre de Indian Creek", "Massacre de San Vrain", "Forte de Blue Monds", "Massacre da Granja Spaford", "Batalha da Ferradura Torcida", "Batalha Waddams Grove", "Forte do Rio Apple", "Batalha de Kellog's Grove" onde se enfrentaram os índios e o general americano Adam Snyder.
A batalha decisiva da guerra ocorreu em 21 de julho de 1832. Foi a chamada Batalha de Wisconsin Heights na qual o general americano Henry Dodge capturou o líder índio Black Hawk próximo da atual Sauk City no estado de Wisconsin. Cerca de 70 homens de Black Hawk morreram entre afogados no rio e mortos em combate. Os que fugiram, entre eles mulheres e crianças, seriam mais adiante perseguidos e capturados na batalha de "Bad Axe", dando final a guerra.

## Curiosidades
Abraham Lincoln serviu nesta guerra, tal como o general Winfield Scott. As forças da brigada norte-americana nunca superaram os 1 000 homens, e embora os indígenas tivessem um número de homens similar, a sua formação militar e o seu armamento sempre foram muito inferiores.